# Józef John
Józef John (ur. 1823, zm. 4 grudnia 1908) – polski duchowny rzymskokatolicki.

## Życiorys
Urodził się w 1823. Sakrament święceń kapłańskich otrzymał w 1846 w archidiecezji warszawskiej. Przez osiem lat do 1854 posługiwał jako wikariusz w kolegiacie łowickiej. Później był proboszczem w Lewiczynie od 1854 do 1864. Podczas powstania styczniowego wykonywał czynności duchownego na polecenie Rządu Narodowego. Wskutek zdrady został aresztowany przez władze carskie, następnie skazany i zesłany na stepy zawołżańskie do Birska w guberni ufimskiej. Był przenoszony w różne miejsca, przebywał m.in. w Kazaniu w Samarze, skąd za pełnienie obrządków religijnych karnie został przeniesiony do Nikołajewska w guberni samarskiej i był tam przynajmniej na przełomie 1876/1880. W miejscach zesłania każdorazowo pełnił posługę kapłańską. Łącznie przebywał na zesłaniu 18 lat.
Około 1881 zamieszkał w Krakowie w Zgromadzeniu Kanoników Regularnych przy ulicy Sławkowskiej. W 1895 uzyskał zezwolenie na odwiedziny stron rodzinnych. 23 września 1906 obchodził w kościele św. Marka w Krakowie diamentowy jubileusz kapłaństwa (60 rocznica święceń). Przez pewien czas pełnił funkcję kapelana cmentarnego. Zmarł 4 grudnia 1908.